# Pentopetia dolichopodia
Pentopetia dolichopodia är en oleanderväxtart som beskrevs av J. Klackenberg. Pentopetia dolichopodia ingår i släktet Pentopetia och familjen oleanderväxter. Inga underarter finns listade i Catalogue of Life.